# Schwaig, Baldramsdorf
Schwaig je naselje v Občini Baldramsdorf v Okraju Špital ob Dravi  na Koroškem v Avstriji.